# Blood In, Blood Out
| Оценки критиков      | Оценки критиков |
| Источник             | Оценка          |
| -------------------- | --------------- |
| AllMusic             | [ 2 ]           |
| All About The Rock   | [ 3 ]           |
| Blabbermouth.net     | [ 4 ]           |
| Classic Rock         | [ 5 ]           |
| Exclaim!             | [ 6 ]           |
| The Guardian         | [ 7 ]           |
| Kerrang!             | [ 8 ]           |
| Punknews.org (Staff) | [ 9 ]           |

Blood In, Blood Out — десятый студийный альбом американской трэш-метал-группы Exodus. Выпущен 14 октября 2014. Это первый альбом с участием вокалиста Стива «Зетро» Суза со времён 2004 Tempo of the Damned. Также к записи присоединился гитарист из старого состава Кирк Хэмметт, который сыграл соло на песне «Salt the Wound», а также Чак Билли, который исполнил партии бэк-вокала в песне «BTK». Blood In, Blood Out получил в целом благоприятные оценки и вошел в американский чарт Billboard 200 под номером 38 — самой высокой позицией группы в чарте на сегодняшний день.

## Запись альбома
На вопрос о том, планирует ли Exodus записать десятый студийный альбом в июне 2012 года, басист Джек Гибсон заявил, что группа «слишком запоздала для этого». Затем он добавил: «Я знаю, что у Гэри есть песни, а у Ли есть кое-что — они придумывают вещи — [но] у нас просто не было времени сесть и все продумать, а затем записать это. На это требуется несколько месяцев, а у нас просто не было времени, в принципе. Но наверняка следующий альбом будет.» Вокалист Роб Дьюкс заявил, что альбом будет «быстрым и коротким», и добавил: 

 "Все, нахрен, жаловались на то, как долго длился последний альбом, и мы такие: «Хрен с ними! Мы дадим им где-то хренову 38-минутную запись. Я не знаю. Я просто говорю. Я не знаю, что мы собираемся делать. У нас нет плана. Мы просто идем с тем, что ощущается правильным. Если у нас получится очередная 74-минутная запись, так тому и быть.»Оригинальный текст (англ.)Everybody fucking complained about how long the last one was, we’re, like, 'Fuck 'em! We’ll give them about a fucking 38-minute record. I don’t know. I’m just talking shit. I don’t know what we’re gonna do. We’ve got no plan. We’re just going with what feels right. If we end up with another 74-minute record, so be it.
 Дьюкса также спросили, кто в итоге будет продюсировать альбом, и он ответил: «Я еще не знаю. На Примете есть пара человек. Я думаю, что Энди [Снип, продюсер Exhibit B: The Human Condition] отдохнет какое-то время; я не знаю, будет ли он снова с нами.»
В октябре 2013 года в интервью The Washington Times гитарист Гэри Холт заявил, что он сделает перерыв в гастролях со Slayer до апреля, чтобы сосредоточиться на работе над новым альбомом Exodus. Он также объявил, что группа начнет запись альбома в феврале. Отвечая на вопрос о ходе написания песен для барабанщика, Том Хантинг ответил: «На самом деле, это довольно олдскульный процесс. Гэри записывает некоторые риффы на компакт-диск или даже кассету, в зависимости от того, какую машину я веду. Он „скармливает“ риффы мне, а потом я добавляю биты, и мы все это отрабатываем, а затем мы собираемся вместе как группа и занимаемся аранжировкой. Мы собираемся, вероятно, поделать больше пре-продакшна в этом альбоме, потому что наш басист теперь знает о Pro Tools и действительно разбирается в компьютерах. Больше никто из нас, на самом деле, не шарит в этом. Запись — это забавный процесс. Мне нравится процесс записи; это моя любимая вещь. Это как строительство; вы берете дерево и что-то строите. Гэри любит говорить, что он делает самогон, а Ли делает хорошее вино, потому что Ли будет анализировать его собственные части и восстанавливать здесь, что-то там менять, добавлять наложение там, или что-то еще… Но это забавный процесс, мне это нравится. Вы что-то строите, и это ваше.»
К марту 2014 года Exodus начали записывать свой десятый альбом в студиях Goats 'R Us Ranch & Studios в области залива Сан-Франциско в Северной Калифорнии. Холт прокомментировал, что они «хорошо продвигаются в записи ударных; все идет очень гладко, и Том просто потрясен. Лучшие ударные, которые когда-либо звучали в этой группе — звучит просто сокрушительно!» Он также заявил, что у группы «осталась только одна песня, которую нужно сложить, и несколько B-сторон». На вопрос о музыкальном направлении альбома Дюк ответил: «Этот альбом очень быстрый и больше звучит как панк-рок, тогда как я думаю, что последние несколько альбомов Exodus были металлическими эпосами с более длинными песнями. Эти песни короче и немного быстрее. Они действительно ощущаются по-другому. Звучит великолепно.»
8 июня 2014 года было объявлено, что Дьюкс был уволен из группы, и его заменил его предшественник Стив «Зетро» Суза. На следующий день Холт объявил, что Суза начнет записывать вокал в новом альбоме. Суза написал по крайней мере одну песню в альбоме с басистом Джеком Гибсоном и гитаристом Ли Элтусом, теперь известную как «Body Harvest».
Альбом включает в себя индустриальное хип-хоп вступление на дебютном треке «Black 13», продюсером которого является Dan the Automator. Холт объяснил, что вступление было сделано за короткий промежуток времени в результате случайного знакомства Холта и Дэна, созданного за эти годы. В альбоме также выступил бывший гитарист Кирк Хэммет, который исполнил соло в песне «Salt the Wound», а также вокалист Testament Чак Билли, который записал партии бэк-вокала в песне «BTK».

## Реакция
Blood In, Blood Out получил в основном положительные отзывы. Джеймс Кристофер Монгер из AllMusic оценил альбом тремя с половиной звездами из пяти и заявил, что альбом звучит одновременно классическим и важным.
Blood In, Blood Out получил также положительный отзыв от Рэя Ван Хорна-младшего из Blabbermouth.net, который дал альбому оценку 9 из 10 и заявил: «Как и в последнем появлении Сузы в альбоме Exodus 2004 года Tempo of the Damned, для большинства фанатов Blood In, Blood Out будет звучать искренне и подлинно, независимо от того, насколько чудовищно тяжела была группа с Дьюксом у руля. Весь шум-гам вокруг прошлого пребывания Зетро в Exodus подтверждается во всём этом альбоме; группа устраивает свою собственную ретро-вечеринку в стиле спид-метал, где одна из песен демонстрирует гитариста Metallica (и бывшего Exodus) Кирка Хэмметта в списке гостей».
Писатель All About The Rock Джо Рид оценил альбом на 8 из 10 и сказал: «Записанное в области залива [Сан-Франциско], звучание альбома сочетает в себе отношение и энергию прошлого группы с их музыкальным ростом и развитием на протяжении многих лет.»
В конце 2014 года Brave Words & Bloody Knuckles оценили альбом № 5 в своем списке «BravePicks» 2014 года.
Что касается позиций в чарте, Blood In, Blood Out был успешным и был первым альбомом Exodus с 1990 года, вошедшим в американский чарт Billboard 200; он достиг 38-го места в чарте, сделав его самой высокой позицией в чартах Exodus на данный момент; и это их первый альбом за 25 лет, поднявшийся в топ-100 после Fabulous Disaster (1989). Альбом был продан тиражом примерно в 8 800 экземпляров за первую неделю в США.

## Список композиций
| №   | Название                             | Текст песни                      | Музыка | Длительность |
| --- | ------------------------------------ | -------------------------------- | ------ | ------------ |
| 1.  | «Black 13» (feat. Dan the Automator) | Гэри Холт                        | Холт   | 6:21         |
| 2.  | «Blood In, Blood Out»                | Холт                             | Холт   | 3:42         |
| 3.  | «Collateral Damage»                  | Холт                             | Холт   | 5:27         |
| 4.  | «Salt the Wound» (feat. Кирк Хэммет) | Холт                             | Холт   | 4:24         |
| 5.  | «Body Harvest»                       | Джек Гибсон, Стив Суза, Ли Элтус | Элтус  | 6:26         |
| 6.  | «BTK» (feat. Чак Билли)              | Холт                             | Холт   | 6:56         |
| 7.  | «Wrapped in the Arms of Rage»        | Холт                             | Холт   | 4:30         |
| 8.  | «My Last Nerve»                      | Холт                             | Холт   | 6:10         |
| 9.  | «Numb»                               | Холт                             | Холт   | 6:14         |
| 10. | «Honor Killings»                     | Элтус                            | Элтус  | 5:42         |
| 11. | «Food for the Worms»                 | Холт                             | Холт   | 6:23         |

| №                   | Название                             | Текст песни         | Музыка              | Длительность |
| ------------------- | ------------------------------------ | ------------------- | ------------------- | ------------ |
| 12.                 | «Angel of Death» (Angel Witch cover) | Kevin Heybourne     | Heybourne           | 4:38         |
| Общая длительность: | Общая длительность:                  | Общая длительность: | Общая длительность: | 66:52        |

| №                   | Название                                                                | Автор(ы)            | Длительность |
| ------------------- | ----------------------------------------------------------------------- | ------------------- | ------------ |
| 12.                 | «Protect Not Dissect» (The Varukers cover) (feat. Anthony 'Rat' Martin) | The Varukers        | 3:16         |
| Общая длительность: | Общая длительность:                                                     | Общая длительность: | 65:30        |

## Туры в поддержку альбома
Для поддержки альбома Blood In, Blood Out, Exodus отправились в большой тур по Южной Америке в октябре 2014 года, а в ноябре и в декабре — в тур вместе со Slayer и Suicidal Tendencies, в США. В апреле и мае 2015 года Exodus (вместе с Shattered Sun) выступали в поддержку Testament в их туре «Dark Roots of Thrash II». После этого группа гастролировала по Европе в мае и июне, включая две ночи подряд в Underworld в Лондоне. До тура Dark Roots of Thrash II группа играла на австралийском фестивале Soundwave в феврале и марте, а затем отыграла три концерта в Японии. С октября по декабрь 2015 года Exodus гастролировали по Северной Америке вместе с King Diamond. Суза сказал, что Exodus продолжат гастролировать в поддержку Blood In, Blood Out до осени 2016 года, а затем начнут работу над новым альбомом для выпуска в 2017 году. Впоследствии дата выхода альбома была еще неоднократно перенесена.

## Участники записи
Exodus
- Стив Суза — вокал
- Гэри Холт — гитара
- Ли Элтус — гитара
- Джек Гибсон — бас-гитара
- Том Хантинг — ударные, вокал на «Angel of Death»

Приглашенные участники
- Dan the Automator — семплы на «Black 13»
- Кирк Хэмметт — соло-гитара на «Salt the Wound»[11]
- Чак Билли — бэк-вокал на «BTK»
- Энтони Мартин — дополнительный вокал на «Protect Not Dissect»

Производство
- Exodus — продюсеры
- Энди Снип — инжиниринг (ударные), сведение, мастеринг
- Джек Гибсон — инжиниринг (вокал, гитары и бас)
- Джейсон Викторина — дополнительный инжиниринг (ударные)
- Мэтт Маллин — дополнительный инжиниринг (ударные)
- Пар Олофссон — обложка
- Густаво Сазес — макет
- Эус Стрэйвер — фотографии

Студии
- Записано в студиях Goats 'R Us Ranch & Studios (комната для джема Тома Хантинга), Брионс, область залива Сан-Франциско, Калифорния, март-июль 2014 года
- Ударные записаны в студии D Сосалито, Калифорния, март-июль 2014 года.
- Сведение и мастеринг в студиях Backstage Studios, Дербишир, Англия.

## Позиции в чартах
| Чарт (2014)                         | Позиция |
| ----------------------------------- | ------- |
| Австрия (Ö3 Austria)                | 38      |
| Бельгия/Фландрия (Ultratop)         | 130     |
| Бельгия/Валлония (Ultratop)         | 82      |
| Нидерланды (Album Top 100)          | 85      |
| Финляндия (Suomen virallinen lista) | 30      |
| Франция (SNEP)                      | 93      |
| Германия (Offizielle Top 100)       | 29      |
| Швейцария (Schweizer Hitparade)     | 30      |
| Великобритания (UK Albums Chart)    | 71      |
| США (Billboard 200)                 | 38      |